# 연 (수좌풍익)
연(延, ? ~ ?)은 전한 후기의 관료이다. '연'은 이름자로, 성씨는 알 수 없다.

## 생애
초원 2년(기원전 47년), 수(守)좌풍익에 임명되었으나 면직되었다.

## 출전
- 반고, 《한서》 권19하 백관공경표 下

| 전임 상 | 전한의 수좌풍익 기원전 47년 | 후임 엄팽조 |